# 8 cm PAW 600
8 cm PAW 600 – 8 cm Panzerabwehrwerfer 600,  8 cm Panzerabwehr-Wurf-Kanonen 8H63 – niemiecka, gładkolufowa armata przeciwpancerna. Była to broń tania, lekka i bardzo skuteczna na niedużych dystansach. Jednak ze względu na to, że weszła do uzbrojenia pod koniec II wojny światowej i wyprodukowano jej zaledwie około 260 szt., nie mogła już zmienić losów wojny. Stała się ona jednak wzorem dla współczesnych dział przeciwpancernych.

## Konstrukcja
Armata 8 cm PAW 600 wykorzystywała dwukomorowy układ wysokiego - niskiego ciśnienia, dzięki czemu możliwa była redukcja masy całego działa. Łuska zawierająca ładunek miotający była zaślepiona grubą blachą oddzielającą ją od pocisku. Blacha ta miała otwory i był do niej przymocowany trzpień. Na trzpieniu osadzano pocisk burzący podobny jak w moździerzu 8 cm Granatwerfer 34, lub też specjalnie opracowany pocisk kumulacyjny. Pocisk nasadzony na trzpień przymocowany był do niego zawleczką. W momencie strzału gazy prochowe z łuski (komory wysokiego ciśnienia) przenikały przez otwory do części, gdzie znajdował się pocisk (komory niskiego ciśnienia). Gdy powstało tam odpowiednio wysokie ciśnienie wynoszące około 550 kg/cm², ulegała zerwaniu zawleczka, a pocisk zaczynał się przemieszczać w lufie. Dzięki temu rozwiązaniu lufa mogła mieć cieńsze ścianki, a przez to cała armata była lżejsza. Masa armaty 8 cm PAW 600 wynosiła 640 kg. Było to więc lekkie działo. Dla porównania inne niemieckie armaty o mniejszym kalibrze były znacznie cięższe. 5 cm PaK 38 posiadał masę bojową wynoszącą 990 kg. Natomiast 7,5 cm PaK 40 miał masę wynoszącą 1425 kg.
Lufa była gładkolufowa, dzięki czemu upraszczano produkcję tego działa. Znacznie zostały też zredukowane koszty produkcji. Koszt armaty 8 cm PAW 600 wynosił 2050 RM. Dla porównania koszt produkowanej w tym samym czasie armaty przeciwpancernej 7,5 cm PaK 40 to 12 000 RM, natomiast koszt 8,8 cm PaK 43 to 26 400 RM. Dzięki temu oraz mniejszej masie, wiązano z nim nadzieję na nasycenie obrony niemieckiej dużą liczbą mobilnych dział przeciwpancernych o dużej przebijalności, uzupełniających klasyczne armaty.

## Amunicja
Pocisk do 8 cm PAW 600 był stabilizowany brzechwowo tak jak w granatach moździerza. Kaliber tej armaty wynoszący 81,4 mm był zresztą taki sam jak w moździerzu 8 cm Granatwerfer 34. Upraszczało to produkcję pocisków burzących. 
Do niszczenia celów opancerzonych używało się pocisków kumulacyjnych. W działach gwintowanych też stosowano pociski kumulacyjne, ale tam były one znacznie mniej skuteczne. Wirowanie pocisku rozprasza strumień kumulacyjny, co zmniejsza jego zdolność do przebijania pancerza. Pocisk kumulacyjny wystrzelony z haubicy 105 mm przebijał pancerz o grubości 100 mm. W 8 cm PAW 600 lufa była gładkolufowa, a pocisk stabilizowany brzechwowo, więc zastosowane pociski kumulacyjne były skuteczniejsze i mogły przebijać pancerz o grubości 140 mm (jak z pancerzownicy Panzerschreck). 
To rozwiązanie brzechwowej stabilizacji pocisku w locie nie było idealne i powodowało duży rozrzut pocisków. Przy odległości 750 m połowa najcelniejszych pocisków trafiała w cel wielkości 0,7 na 0,7 m. Dla porównania, w gwintowanej armacie 8,8 cm Pak 43 na tym samym dystansie 50% najcelniejszych pocisków trafiało w cel o wymiarach 0,2 na 0,2 m. Duży rozrzut pocisków, oraz stosunkowo niska prędkość początkowa pocisku 8 cm PAW 600 wynosząca 520 m/s, ograniczały zasięg prowadzenia ognia przeciwpancernego do poruszających się celów pancernych. Zasięg skuteczny wynosił ok. 600–750 m.

## Produkcja
Prace projektowe nad tym działem rozpoczęły się w 1942 r. w firmie Rheinmetall.  Armata była produkowana przez firmę Wolf z Magdeburga. Dopiero pod koniec 1944 roku wyprodukowano 10 dział. W styczniu i lutym 1945 roku planowano wyprodukowanie po 100 dział, w kolejnych miesiącach odpowiednio 150, 200 i 250. Ogółem ocenia się, że do zakończenia wojny powstało ich najpewniej tylko 260. W 1944 r. wyprodukowano 6000 pocisków kumulacyjnych do tego działa, a w 1945 kolejne 28800. Pierwsze 81 armat zostało dostarczone wojsku w styczniu 1945. 1 marca 1945 r. Wehrmacht posiadał 155 armat 8 cm PAW 600, z czego tylko 105 szt. było na froncie. 
Następcą armaty  8 cm PAW 600 miało być działo o jeszcze większym kalibrze czyli 10 cm Panzerabwehr-Wurf-Kanone 10H64. Miało ono przebijać pancerz o grubości 200 mm, a zasięg skuteczny miał wynosić 1000 m. Ze względu jednak na zakończenie wojny planów wprowadzenia tego działa do uzbrojenia nie zrealizowano.

## W muzeach
Muzeum Obrony Wybrzeża w Świnoujściu (Fort Gerharda) - jedna z trzech zachowanych armat PAW 600 na świecie.